# VR Bank Oldenburg Land West
Die VR Bank Oldenburg Land West eG war eine Genossenschaftsbank mit Sitz in Kirchhatten. Im Jahr 2020 fusionierte die Bank mit der Volksbank Wildeshauser Geest eG zur VR Bank Oldenburg Land eG.

## Geschäftsbetrieb und Geschäftsausrichtung
Aufgrund des Regionalprinzips der Genossenschaftsbanken erstreckt sich das Geschäftsgebiet der VR Bank Oldenburg Land West eG auf den Landkreis Oldenburg mit den Bankstellen in Wardenburg, Sandkrug, Großenkneten, Ahlhorn, Huntlosen und dem Hauptsitz in Kirchhatten. Das Hauptgeschäft bezieht sich auf Geldanlage und Kreditvergabe.
Organe der Genossenschaft sind neben dem Vorstand und dem Aufsichtsrat auch die Generalversammlung, die durch die Mitglieder gebildet wird. Die Generalversammlung wählt den Aufsichtsrat, welcher die Geschäftsführung des Vorstandes überwacht und die Geschäftsergebnisse kontrolliert. Der Aufsichtsrat prüft zudem den Jahresabschluss und berichtet in der einmal jährlich stattfindenden Generalversammlung über diese Prüfung. 

## Kooperationen
Die VR Bank Oldenburg Land West eG war als Genossenschaftsbank ein Teil der genossenschaftlichen Finanzgruppe. Durch die Verbundpartner wurde ein breites Spektrum an Finanzdienstleistungen angeboten: 
- Bausparkasse Schwäbisch Hall AG
- R+V Versicherung AG
- Union Investment
- Teambank AG
- DZ Hyp AG
- DZ Privatbank
- Münchener Hypothekenbank eG
- VR Leasing Gruppe AG
- DZ Bank AG
- VR-Immobilien Wildeshauser Geest GmbH, Wildeshausen

## Geschichte
Ende des 19. Jahrhunderts fehlte für den Norden des Landes noch eine Zentralkasse mit Sitz in Oldenburg, die notwendigerweise als Geldausgleichsstelle fungieren sollte. Nachdem der frühere Direktor August Willers im Herbst 1897 auch dieses Problem durch Gründung einer Landesgenossenschaftskasse gelöst hatte, war der Weg frei, den Kreis der wenigen schon bestehenden Spar- und Darlehenskassen weiter auszubauen. Bis dahin mussten die Bewohner zum Erledigen ihrer Geldgeschäfte den damals noch beschwerlichen Weg zu den Banken in Oldenburg antreten.
Infolgedessen wurden am
- 14. Februar 1897 die Spar- und Darlehenskasse e.G.m.u.H in Ahlhorn,
- 14. März 1897 die Spar- und Darlehenskasse e.G.m.u.H in Großenkneten,
- 11. April 1897 die Spar- und Darlehenskasse e.G.m.u.H in Huntlosen,
- 27. Februar 1898 die Spar- und Darlehenskasse in Kirchhatten e.G.m.u.H,
- 27. August 1899 wurde die Spar- und Darlehenskasse e.G.m.b.H in Wardenburg und
- 12. Februar 1912 die Spar- und Darlehenskasse Streekermoor gegründet.

Die oben genannten Spar- und Darlehenskassen haben des Öfteren ihren Namen bzw. Zusatz geändert. So wurde z. B. aus der Spar- und Darlehenskasse e.G.m.b.H in Wardenburg die Raiffeisenbank Wardenburg e.G.m.b.H und die Spar- und Darlehenskassen in Ahlhorn und Großenkneten firmierten zur Raiffeisenbank e. G. m. b. H. um. 
Im Jahre 1978 verschmolzen die Raiffeisenbank Kirchhatten e.G.m.b.H und die Raiffeisenbank Sandkrug eG zur Raiffeisenbank Hatten-Sandkrug eG. Die Volksbank Huntlosen eG fusionierte 1998 mit der Raiffeisenbank Hatten-Sandkrug eG. Der Firmenname blieb unverändert. Schließlich wurde diese 2002 zur Raiffeisenbank Hatten-Wardenburg eG umfirmiert, da die Raiffeisenbank Wardenburg eG mit der Raiffeisenbank Hatten-Sandkrug eG fusionierte.
Zwei Jahre zuvor fusionierten die Raiffeisenbank Großenkneten eG und die Volksbank Ahlhorn eG und wurden zur Volksbank Ahlhorn-Großenkneten eG. Durch die Fusion im Jahr 2007 der Raiffeisenbank Hatten-Wardenburg eG mit der Volksbank Ahlhorn-Großenkneten eG entstand die VR Bank Oldenburg Land West eG.

## Stiftung der VR Bank Oldenburg Land West eG
Die VR Bank Oldenburg Land West eG unterstützte in ihrem Geschäftsgebiet unter anderem soziale Projekte. Im Jahr 2009 kam es zur Gründung der Stiftung der VR Bank Oldenburg Land West eG. 
Die Stiftung förderte insbesondere Projekte in den Bereichen Jugendpflege und Jugendfürsorge sowie Sport, Kunst und Kultur. Überdies wurde das kirchliche Leben und die Heimatpflege finanziell unterstützt. Sowohl der Umwelt- und Landschaftsschutz, die Altenhilfe, das öffentliche Gesundheitswesen als auch das Wohlfahrtswesen wurden subventioniert.